# Американский пепельный улит
Американский пепельный улит (лат. Tringa incana) — вид птиц из семейства бекасовых.

## Описание
Имеет сравнительно длинные ноги и клюв. Длина тела взрослой птицы от 26 до 30 см, размах крыльев 55—70 см, масса тела от 90 до 125 г. Окрас неоднородный, спина, крылья и верхние хвостовые перья песочно-серого цвета, брюшко и подхвостье белые с частыми бурыми полосами.

## Распространение
Основное место обитания — Аляска, северо-западное побережье Канады. 13 августа 2002 американский пепельный улит был отмечен и на курильском о. Экарма (Россия). Перелетная птица, зимует в Центральной Америке, Австралии, а также на островах Тихого океана.

## Питание
Питается насекомыми, мелкими ракообразными и моллюсками, морскими червями, редко — растительной пищей. Корм добывает с поверхности воды или во влажном субстрате и на мелководье.

## Размножение
Гнездится колониями в небольших ямках среди камней на берегу горных озёр и рек. В кладке 3—4 яйца бледно-зелёного или оливкового цвета с коричневыми крапинами. Инкубационный период длится 23—25 дней. Высиживают кладку и сопровождают выводок обе птицы. Птенцы встают на крыло в возрасте 18—21 дня. Половая зрелость наступает на второй год жизни.